# Aphneope quadrimaculata
Aphneope quadrimaculata là một loài bọ cánh cứng trong họ Cerambycidae.